# Campgràfic
Campgràfic és una editorial nascuda el 2000 a València especialitzada en la publicació d'obres clàssiques i contemporànies de tipografia i disseny.
Des de la fundació de Campgràfic, s'han publicat una vintena de llibres, tant traduccions de clàssics de la tipografia com d'autors contemporanis. Caligrafía. Del signo caligráfico a la pintura abstracta, de Claude Mediavilla, de Campgràfic, va rebre el premi al millor llibre valencià de 2005.